# Stadtwirtschaft Weimar

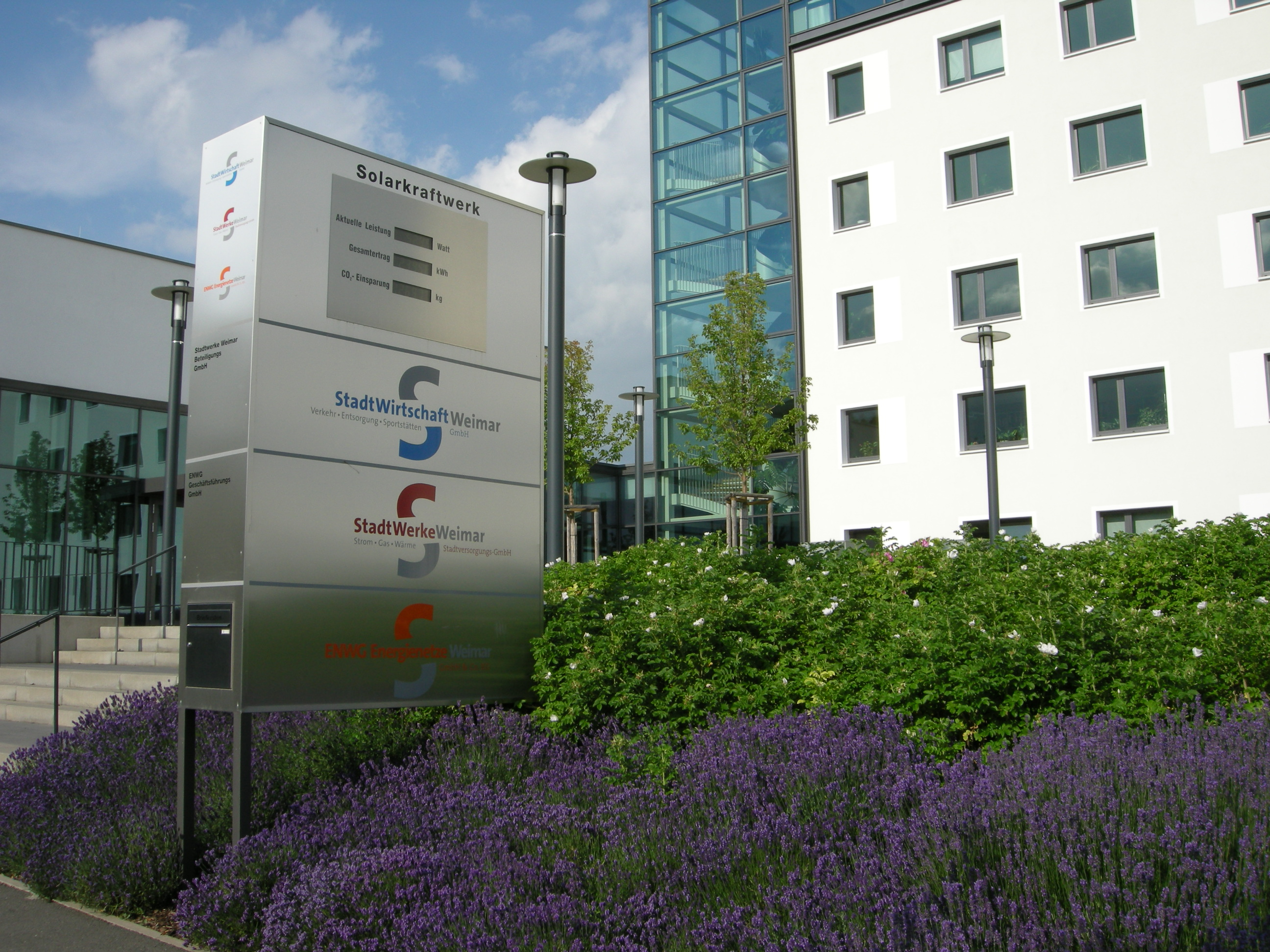
Firmenzentrale

Die Stadtwirtschaft Weimar GmbH (SWG) ist ein kommunales Unternehmen mit Sitz in der Stadt Weimar. Die „Stadtwirtschaft Weimar GmbH“ mit den Bereichen Verkehr, Entsorgung und Sportstätten wurde 2002 gegründet. Sie ging aus den Einzelunternehmen „Verkehrsbetrieb Weimar GmbH“ und „Weimar Stadtentsorgung GmbH“ hervor.

## Struktur und Beteiligungen
Die Stadtwirtschaft Weimar GmbH (SWG) hält als Konzernmutterunternehmen 75 % der Anteile an der „Stadtwerke Weimar Beteiligungs-GmbH (SGB)“. Sie ist mit 51 % mehrheitlich am Stammkapital der „Stadtwerke Weimar Stadtversorgungs GmbH (SWW)“ beteiligt. 49 % entfallen auf die E.ON Thüringer Energie Aktiengesellschaft (ETE), Erfurt.

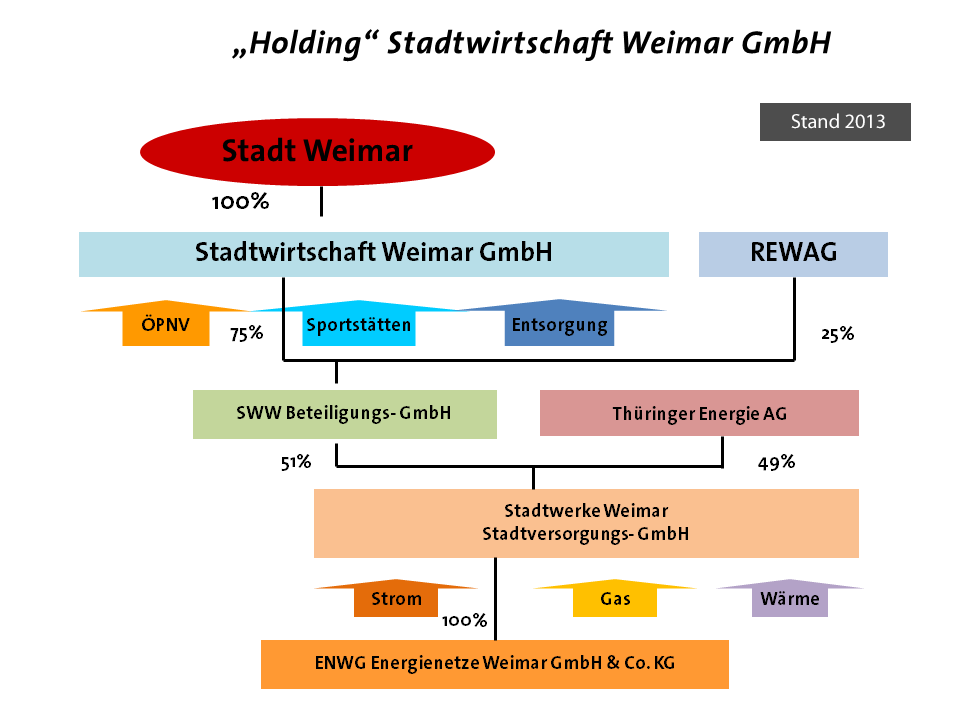
Grafik Holding

Zu Stadtwirtschaft als Unternehmensbezeichnung siehe Hauptartikel: → Stadtwirtschaft

## Unternehmensbereiche

### Verkehr
Der Verkehrsbetrieb der Stadtwirtschaft Weimar GmbH ist für die Stadt Weimar Aufgabenträger für die Durchführung des Öffentlichen Personennahverkehr (ÖPNV) im Stadtgebiet und für Randgebiete der Stadt im Weimarer Land. Der Bereich Verkehr bietet neben Linienverkehr alle Schülerverkehrsleistungen sowie Gelegenheits- und Sonderfahrten für Gruppen, Vereine und Großveranstaltungen an.

#### Linienübersicht
- 1  Stauffenbergstraße – Hauptbahnhof – Goetheplatz (– Belvedere) – Ehringsdorf (– Taubach)
- 2  Shakespearestraße (– Klinikum) (– Merketal) – Goetheplatz (– Hauptbahnhof) – Bodelschwinghstraße
- 3  Stauffenbergstraße – Gaberndorf – Tröbsdorf – Goetheplatz – Hauptbahnhof – Tiefurt
- 4  Niedergrunstedt (– Legefeld) – Goetheplatz – Hauptbahnhof (– Buchenwald) (– Ettersbergsiedlung) – Ettersburg
- 5  Klinikum – Goetheplatz – Hauptbahnhof – Lützendorf – Stauffenbergstraße
- 6  (Vollersroda –) (Possendorf –) Legefeld – Gelmeroda – Goetheplatz – Hauptbahnhof (– Ettersbergsiedlung) – Buchenwald
- 7  Weimar West – Goetheplatz – Hauptbahnhof – Siedlung Schöndorf (– Altschöndorf)
- 8  (– Industriestraße) (– Dürrenbacher Hütte) (– Döbereinerstraße) – Hauptbahnhof – Goetheplatz – Klinikum – Merketal
- 9  Goetheplatz  – Bodelschwinghstraße – Süßenborn (– Tiefurter Allee)

#### Fuhrpark
Der Fuhrpark der Stadtwirtschaft Weimar für den Linienverkehr umfasst aktuell 37 Fahrzeuge (Stand Mai 2024). Davon sind im Großteil Solo- und Gelenkbusse des Herstellers MAN vom Typ Lion’s City (zweite Generation) vertreten. Hinzu kommen drei Wasserstoffbusse des Herstellers Solaris vom Typ Urbino 12 Hydrogen.

### Entsorgung
Der Geschäftsbereich Entsorgung verwaltet die Kompostierungsanlage Umpferstedt, die von Montag bis Freitag von 12.30 Uhr bis 15.30 Uhr geöffnet ist.

### Sportstätten
Die Stadtwirtschaft Weimar betreibt zwei Sportanlagen: das Schwanseebad als Kombinationsbad mit Freibad, Schwimmhalle und Sauna sowie die Asbach-Sporthalle als Dreifelderhalle.

#### Schwanseebad
Das in zentraler Lage am Stadtring Fuldaer Straße gegenüber dem „Wimaria“-Stadion gelegene Schwanseebad ist Teil der als Gartendenkmal geschützten Gesamtanlage Asbach-Grünzug.

#### Asbach-Sporthalle
Die Asbachsporthalle ist eine Dreifeldersporthalle mit einer lichten Höhe von 7 m. Die Halle ist für den Ballspiel- und Wettkampfbetrieb konzipiert. Ausgestattet ist sie mit einem Regieraum, sechs separaten Umkleideräume, Duschen und Toiletten. Die Zuschauertribüne bietet 200 Besuchern Platz. Die Sporthalle wird über eine kombinierte Fußboden-Belüftungsheizung beheizt, unterstützt durch 50 m² Solartechnik auf dem Hallendach. Sie befindet sich unweit des Vimaria-Stadions.